# District de Mogami
Le district de Mogami (最上郡, Mogami-gun) est un district situé dans la préfecture de Yamagata, sur l'île de Honshū, au Japon.

## Géographie

### Démographie
En 2003, la population du district de Mogami était de 50 836 habitants répartis sur une superficie est de 1 580,54 km2 (densité de population de 32 hab./km2).

### Divisions administratives
Le district de Mogami est constitué de sept municipalités :
- Funagata ;
- Kaneyama ;
- Mamurogawa ;
- Mogami ;
- Ōkura ;
- Sakegawa ;
- Tozawa.